# Turpion
Turpion († 4. Oktober 863 bei Saintes) war Graf von Angoulême.

## Leben
Seine Familienzugehörigkeit ergibt sich aus der Tatsache, dass Emenon als abgesetzter Graf von Poitou im Jahr 839 zu ihm, seinem Bruder, floh. Er fiel am 4. Oktober 863 im Kampf gegen die Wikinger. Sein Nachfolger in Angoulême wurde sein in Poitiers abgesetzter Bruder Emenon.
Nicht geklärt ist, wer die Eltern Turpions und Emenons waren. Michel Dillange sieht Emenon (und damit wohl auch Turpion) als Sohn von Dietrich II., Graf von Autun, oder dessen Bruder Adalhelm (Alleaume), was ihn den Gellones zuordnen würde. Bei Schwennicke wird Bernhard von Gothien, der Sohn von Emenons und Turpions Bruder Bernhard von Poitiers, als Enkel Adalhelms ausgewiesen, was angesichts Bilichilde als Mutter bzw. Ehefrau und Rorico von Maine als Großvater mütterlicherseits erzwingt, dass Adalhelm der Großvater väterlicherseits ist. Bei web.genealogie wird er als Sohn von Rothaire/Rohier/Rathier/Ithier Graf von Limoges, X 841 und einer Tochter Pippins I. von Aquitanien bezeichnet, was schon rein zeitlich (Pippin heiratete 822) nicht möglich ist (Ratger war vermutlich ein Schwiegersohn Ludwigs des Frommen).